# Дуніно
Дуніно (пол. Dunino, нім. Dohnau) — село в Польщі, у гміні Кротошиці Леґницького повіту Нижньосілезького воєводства.
Населення — 128 осіб (2011).
У 1975-1998 роках село належало до Легницького воєводства.

## Демографія
Демографічна структура станом на 31 березня 2011 року:
|          | Загалом | Допрацездатний вік | Працездатний вік | Постпрацездатний вік |
| -------- | ------- | ------------------ | ---------------- | -------------------- |
| Чоловіки | 67      | 16                 | 45               | 6                    |
| Жінки    | 61      | 10                 | 39               | 12                   |
| Разом    | 128     | 26                 | 84               | 18                   |